# El secreto de Magdalena
Pour plus de détails, voir Fiche technique et Distribution.
El secreto de Magdalena (Le Secret de Magdalena) est un film équatorien, réalisé par Josué Miranda et sorti en 2015.

## Synopsis
Miranda (Patricia Guillén), une photographe lesbienne de Guayaquil vivant à Buenos Aires retourne en Équateur pour une exposition de ses œuvres. Magdalena (Celeste Santillán), une jeune femme qui s'est disputée avec son copain, décide de faire la fête avec Mónica (Michelle Prendes), sa meilleure amie. Lors de cette soirée, Magdalena va rencontrer Miranda, une femme qui va changer sa façon de concevoir la vie.

## Fiche technique
- Titre original : El secreto de Magdalena
- Réalisation : Josué Miranda
- Scénario : Josué Miranda
- Montage : Josué Miranda
- Direction de la photographie : Josué Miranda
- Musique : Josh Woodward, Manuel Rodriguez, Ross Frederick Gordon Bugden
- Photographie :
- Production :
  - Producteur : Karla P. Morán
  - Producteur exécutif : Josué Miranda, Michelle Prendes
- Sociétés de production : Underdog Films
- Sociétés de distribution :
- Pays d'origine :  Équateur
- Langue originale : espagnol
- Lieu de tournage : Guayaquil, Équateur
- Genre : Drame, romance saphique
- Durée : 67 minutes (1 h 7)
- Dates de sortie :
  -  Équateur : 10 juillet 2015

## Distribution
- Celeste Santillán : Magdalena
- Patricia Guillén : Miranda
- Michelle Prendes : Mónica